# Hope (álbum de Lizzy Parra)
Hope es el tercero álbum de estudio y cuarto en general de la rapera y cantante cristiana dominicana Lizzy Parra.
El álbum se caracteriza por la combinación de ritmos entre urbano, pop y trap. Asimismo, el álbum se estrenó anteriormente a su sencillo «Ser viral».
De este álbum, se desprenden algunos sencillos como: «Bendecido» y «Quienes somos». En este álbum, están incluidas las participaciones de Funky, Manny Montes, Musiko y Ander Bock entre otros.

## Lista de canciones
| N.º | Título                                                         | Productor(es) | Duración |  |
| 1.  | «Voy seguro»                                                   | GP Rymer      | 2:56     |  |
| 2.  | «Vida» (con Funky)                                             | GP Rymer      | 4:00     |  |
| 3.  | «Bendecido»                                                    | Kanelo Pro    | 2:49     |  |
| 4.  | «Ser viral»                                                    | Kanelo Pro    | 2:48     |  |
| 5.  | «De ti dependo» (con Musiko y Manny Montes)                    | Mr. Jham      | 3:30     |  |
| 6.  | «Uno»                                                          | Kanelo Pro    | 3:51     |  |
| 7.  | «Todo cambio» (con Pedro Kelly)                                | Brayan Booz   | 4:04     |  |
| 8.  | «Quienes somos» (con Ander Bock, Angel Brown y Peter Metivier) | Kanelo Pro    | 3:49     |  |
| 9.  | «Quién es Él»                                                  | LS Studio     | 3:08     |  |
| 10. | «Hope»                                                         | LS Studio     | 2:42     |  |

### Ediciones especiales
| N.º | Título                                                                        | Productor(es) | Duración |  |
| 1.  | «Voy seguro» (con Philippe)                                                   | GP Rymer      | 3:19     |  |
| 2.  | «Quienes somos» (con Ander Bock, Eva Nova, CShalom, Mr. Yeison y Brayan Booz) | Kanelo Pro    | 5:02     |  |
| 3.  | «Bendecido» (con Natan el Profeta, Ander Bock, Rubinsky RBK y Philippe)       | Kanelo Pro    | 5:00     |  |
| 4.  | «Ser viral» (con Omy Alka, Jeiby y Abdi)                                      | Kanelo Pro    | 4:29     |  |